# TKB-506
A TKB-506 (em russo:  ТКБ-506) era uma pequena arma de fogo projetada para se parecer com uma cigarreira, desenvolvida por Igor Stechkin, supostamente sob as ordens da KGB.
As dimensões da TKB-506 são 11 x 9,2 x 2 cm. Pesando 0,44 kg vazia, ela podia disparar três cartuchos de 7,62 mm, cada um mantido em um cano separado de apenas 2,5 cm de comprimento e cada um com um percussor separado. O dispositivo número 10 agora pode ser visto no museu de armas de Tula.
A TKB-506A tinha um armamento idêntico e peso semelhante de cerca de 0,47 kg com munição, mas era ainda menor (altura de 7,4 cm) ao eliminar o furo de corte usado para o gatilho no TKB-506.